# Liga MX (Clausura 2014)
Liga MX 2013/2014 (Clausura) – 91. edycja rozgrywek najwyższej w hierarchii ligi piłkarskiej w Meksyku (36. edycja licząc od wprowadzenia półrocznych sezonów). Rozgrywki odbyły się wiosną; pierwszy mecz rozegrano 3 stycznia, zaś ostatni (finał) 18 maja. Toczone były systemem ligowo pucharowym – najpierw wszystkie osiemnaście zespołów rywalizowało ze sobą podczas regularnego sezonu, a po jego zakończeniu osiem najlepszych drużyn zakwalifikowało się do fazy play-off, która wyłoniła mistrza kraju.
Mistrzostwo Meksyku (siódme w swojej historii) zdobył Club León, który obronił zarazem tytuł sprzed pół roku. Tym samym został pierwszym od niemal dziesięciu lat meksykańskim zespołem, który wywalczył dwa mistrzostwa z rzędu. Do drugiej ligi po trzynastu latach występów na najwyższym szczeblu rozgrywek spadła drużyna Atlante FC. Tytuł króla strzelców sezonu zdobył natomiast Ekwadorczyk Enner Valencia z zespołu CF Pachuca z dwunastoma golami na koncie.

## Kluby

### Stadiony i lokalizacje
| Klub          | Miasto           | Stan             | Stadion                        | Pojemność | Zdjęcie |
| ------------- | ---------------- | ---------------- | ------------------------------ | --------- | ------- |
| Club América  | m. Meksyk        | Distrito Federal | Estadio Azteca                 | 105 064   |         |
| Atlante       | Cancún           | Quintana Roo     | Estadio Andrés Quintana Roo    | 20 000    |         |
| Atlas         | Guadalajara      | Jalisco          | Estadio Jalisco                | 63 163    |         |
| Chiapas       | Tuxtla Gutiérrez | Chiapas          | Estadio Víctor Manuel Reyna    | 31 500    |         |
| Cruz Azul     | m. Meksyk        | Distrito Federal | Estadio Azul                   | 35 161    |         |
| Guadalajara   | Guadalajara      | Jalisco          | Estadio Omnilife               | 49 850    |         |
| León          | León             | Guanajuato       | Estadio León                   | 27 000    |         |
| Monterrey     | Monterrey        | Nuevo León       | Estadio Tecnológico            | 36 485    |         |
| Morelia       | Morelia          | Michoacán        | Estadio Morelos                | 35 869    |         |
| Pachuca       | Pachuca          | Hidalgo          | Estadio Hidalgo                | 30 000    |         |
| Puebla        | Puebla           | Puebla           | Estadio Cuauhtémoc             | 42 649    |         |
| Pumas UNAM    | m. Meksyk        | Distrito Federal | Estadio Olímpico Universitario | 68 954    |         |
| Querétaro     | Querétaro        | Querétaro        | Estadio Corregidora            | 35 575    |         |
| Santos Laguna | Torreón          | Coahuila         | Estadio Corona                 | 30 000    |         |
| Tigres UANL   | Monterrey        | Nuevo León       | Estadio Universitario          | 45 000    |         |
| Tijuana       | Tijuana          | Kalifornia Dolna | Estadio Caliente               | 33 333    |         |
| Toluca        | Toluca           | Meksyk           | Estadio Nemesio Díez           | 26 000    |         |
| Veracruz      | Veracruz         | Veracruz         | Estadio Luis de la Fuente      | 30 000    |         |

### Trenerzy, kapitanowie, sponsorzy
| Klub          | Trener              | Trener               | Kapitan                | . | Sponsor techniczny | Sponsor na koszulce |
| ------------- | ------------------- | -------------------- | ---------------------- | - | ------------------ | ------------------- |
| Club América  | Antonio Mohamed     | od 10 grudnia 2013   | Aquivaldo Mosquera     | . | Nike               | Bimbo               |
| Atlante       | Rubén Israel        | od 3 września 2013   | Mauricio Martín Romero | . | Joma               | Cancún              |
| Atlas         | Tomás Boy           | od 6 grudnia 2013    | Leandro Cufré          | . | Nike               | Casas Javer         |
| Chiapas       | Sergio Bueno        | od 5 czerwca 2013    | Javier Muñoz Mustafá   | . | Kappa              | Chiapas             |
| Cruz Azul     | Luis Fernando Tena  | od 10 grudnia 2013   | Gerardo Torrado        | . | Umbro              | Cemento Cruz Azul   |
| Guadalajara   | José Luis Real      | od 25 listopada 2013 | Omar Bravo             | . | Adidas             | Bimbo               |
| León          | Gustavo Matosas     | od 20 sierpnia 2011  | Rafael Márquez         | . | Pirma              | Telcel              |
| Monterrey     | José Guadalupe Cruz | od 26 sierpnia 2013  | José María Basanta     | . | Nike               | Bimbo               |
| Morelia       | Carlos Bustos       | od 18 lutego 2013    | Aldo Leão Ramírez      | . | Joma               | Bridgestone         |
| Pachuca       | Enrique Meza        | od 4 września 2013   | Óscar Pérez            | . | Nike               | Cementos Fortaleza  |
| Puebla        | Rubén Omar Romano   | od 13 sierpnia 2013  | Luis Miguel Noriega    | . | Kappa              | Puebla              |
| Pumas UNAM    | José Luis Trejo     | od 4 września 2013   | Darío Verón            | . | Puma               | Banamex             |
| Querétaro     | Ignacio Ambríz      | od 4 lutego 2013     | Marco Jiménez          | . | Pirma              | Libertad            |
| Santos Laguna | Pedro Caixinha      | od 20 listopada 2012 | Oswaldo Sánchez        | . | Puma               | Soriana             |
| Tigres UANL   | Ricardo Ferretti    | od 19 maja 2010      | Lucas Lobos            | . | Adidas             | Cemex               |
| Tijuana       | César Farías        | od 3 grudnia 2013    | Javier Gandolfi        | . | Nike               | Caliente            |
| Toluca        | José Cardozo        | od 7 maja 2013       | Paulo da Silva         | . | Under Armour       | Banamex             |
| Veracruz      | Juan Antonio Luna   | od 24 maja 2013      | Jehu Chiapas           | . | Kappa              | Winpot Casino       |

### Zmiany trenerów
| Klub             | Były trener         | Data odejścia     | Powód odejścia                                        | Nowy trener            | Data zatrudnienia |
| ---------------- | ------------------- | ----------------- | ----------------------------------------------------- | ---------------------- | ----------------- |
| Przed sezonem    |                     |                   |                                                       |                        |                   |
| Tijuana          | Jorge Almirón       | 10 listopada 2013 | Zwolnienie                                            | César Farías           | 3 grudnia 2013    |
| Guadalajara      | Juan Carlos Ortega  | 25 listopada 2013 | Degradacja do roli dyrektora ds. rozwoju sportowego   | José Luis Real         | 25 listopada 2013 |
| Cruz Azul        | Guillermo Vázquez   | 3 grudnia 2013    | Zwolnienie                                            | Luis Fernando Tena     | 10 grudnia 2013   |
| Atlas            | José Luis Mata      | 5 grudnia 2013    | Trener tymczasowy                                     | Tomás Boy              | 6 grudnia 2013    |
| Club América     | Miguel Herrera      | 15 grudnia 2013   | Objęcie stanowiska selekcjonera reprezentacji Meksyku | Antonio Mohamed        | 10 grudnia 2013   |
| W trakcie sezonu |                     |                   |                                                       |                        |                   |
| Atlante          | Rubén Israel        | 11 stycznia 2014  | Zwolnienie                                            | Pablo Marini           | 11 stycznia 2014  |
| Morelia          | Carlos Bustos       | 26 stycznia 2014  | Zwolnienie                                            | Eduardo de la Torre    | 27 stycznia 2014  |
| Veracruz         | Juan Antonio Luna   | 10 lutego 2014    | Zwolnienie                                            | José Luis Sánchez Solá | 10 lutego 2014    |
| Monterrey        | José Guadalupe Cruz | 18 lutego 2014    | Zwolnienie                                            | Carlos Barra           | 18 lutego 2014    |
| Morelia          | Eduardo de la Torre | 1 marca 2014      | Rozwiązanie kontraktu za porozumieniem stron          | Roberto Hernández      | 1 marca 2014      |
| Morelia          | Roberto Hernández   | 9 marca 2014      | Trener tymczasowy                                     | Ángel Comizzo          | 9 marca 2014      |
| Guadalajara      | José Luis Real      | 1 kwietnia 2014   | Degradacja do roli dyrektora ds. rozwoju sportowego   | Ricardo La Volpe       | 2 kwietnia 2014   |

## Regularny sezon

### Tabela
| Lp | Drużyna       | M  | Z  | R | P | Bramki | Bramki | +/– | Pkt | Uwagi                    | Kwalifikacja            |
| -- | ------------- | -- | -- | - | - | ------ | ------ | --- | --- | ------------------------ | ----------------------- |
| 1  | Cruz Azul     | 17 | 11 | 3 | 3 | 28     | 19     | +9  | 36  | Wejście do fazy play-off | Liga Mistrzów CONCACAF¹ |
| 2  | Toluca        | 17 | 10 | 2 | 5 | 25     | 14     | +11 | 32  | Wejście do fazy play-off |                         |
| 3  | Pumas UNAM    | 17 | 7  | 4 | 6 | 26     | 20     | +6  | 25  | Wejście do fazy play-off |                         |
| 4  | Santos Laguna | 17 | 6  | 7 | 4 | 33     | 29     | +4  | 25  | Wejście do fazy play-off |                         |
| 5  | Club América  | 17 | 7  | 4 | 6 | 21     | 17     | +4  | 25  | Wejście do fazy play-off |                         |
| 6  | Pachuca       | 17 | 7  | 3 | 7 | 23     | 21     | +2  | 24  | Wejście do fazy play-off | Liga Mistrzów CONCACAF  |
| 7  | Tijuana       | 17 | 7  | 3 | 7 | 22     | 23     | –1  | 24  | Wejście do fazy play-off |                         |
| 8  | León          | 17 | 6  | 5 | 6 | 23     | 17     | +6  | 23  | Wejście do fazy play-off |                         |
| 9  | Chiapas       | 17 | 6  | 5 | 6 | 23     | 23     | 0   | 23  |                          |                         |
| 10 | Monterrey     | 17 | 6  | 5 | 6 | 20     | 20     | 0   | 23  |                          |                         |
| 11 | Morelia       | 17 | 5  | 6 | 6 | 21     | 20     | +1  | 21  |                          |                         |
| 12 | Atlas         | 17 | 5  | 6 | 6 | 17     | 18     | –1  | 21  |                          |                         |
| 13 | Querétaro     | 17 | 6  | 3 | 8 | 18     | 22     | –4  | 21  |                          |                         |
| 14 | Tigres UANL   | 17 | 5  | 6 | 6 | 13     | 17     | –4  | 21  |                          |                         |
| 15 | Guadalajara   | 17 | 5  | 6 | 6 | 13     | 18     | –5  | 21  |                          |                         |
| 16 | Puebla        | 17 | 4  | 6 | 7 | 14     | 19     | –5  | 18  |                          |                         |
| 17 | Atlante       | 17 | 5  | 3 | 9 | 22     | 34     | –12 | 18  |                          |                         |
| 18 | Veracruz      | 17 | 3  | 7 | 7 | 14     | 25     | –11 | 16  |                          |                         |

Źródło: MedioTiempo (hiszp.)
Zasady ustalania kolejności: 1. liczba zdobytych punktów w całym cyklu rozgrywek; 2. różnica bramek w całym cyklu rozgrywek; 3. liczba zdobytych bramek w całym cyklu rozgrywek; 4. liczba punktów zdobyta w meczach bezpośrednich; 5. liczba zdobytych bramek w meczach wyjazdowych w całym cyklu rozgrywek; 6. wyższe miejsce w tabeli spadkowej; 7. wyższe miejsce w klasyfikacji Fair Play.
Objaśnienia:
¹ Ponieważ mistrz kraju w sezonie Apertura 2013 (León) zapewnił sobie grę w Lidze Mistrzów CONCACAF, jego miejsce w tych rozgrywkach zostało przydzielone drużynie, która zajęła pierwsze miejsce w tabeli regularnego sezonu (Cruz Azul).

### Miejsca po danych kolejkach
| Drużyna/ Kolejka | 1         | 2  | 3  | 4  | 5  | 6  | 7  | 8  | 9  | 10 | 11 | 12 | 13 | 14 | 15 | 16 | 17 |   |
| ---------------- | --------- | -- | -- | -- | -- | -- | -- | -- | -- | -- | -- | -- | -- | -- | -- | -- | -- | - |
| Drużyna/ Kolejka | Cruz Azul | 13 | 6  | 2  | 1  | 1  | 1  | 1  | 1  | 1  | 1  | 1  | 1  | 1  | 1  | 1  | 1  | 1 |
| Toluca           | 3         | 3  | 1  | 2  | 3  | 2  | 2  | 2  | 2  | 2  | 2  | 2  | 2  | 2  | 2  | 2  | 2  |   |
| Pumas UNAM       | 4         | 13 | 16 | 14 | 4  | 4  | 5  | 3  | 3  | 4  | 3  | 4  | 6  | 3  | 5  | 3  | 3  |   |
| Santos Laguna    | 6         | 12 | 14 | 16 | 9  | 9  | 6  | 9  | 11 | 9  | 5  | 6  | 3  | 4  | 3  | 4  | 4  |   |
| Club América     | 1         | 8  | 3  | 3  | 2  | 3  | 3  | 5  | 4  | 5  | 6  | 7  | 4  | 5  | 4  | 5  | 5  |   |
| Pachuca          | 17        | 16 | 11 | 4  | 5  | 5  | 7  | 4  | 6  | 3  | 4  | 3  | 5  | 6  | 6  | 8  | 6  |   |
| Tijuana          | 15        | 7  | 12 | 5  | 8  | 7  | 9  | 11 | 10 | 8  | 12 | 9  | 9  | 7  | 7  | 6  | 7  |   |
| León             | 11        | 2  | 9  | 12 | 14 | 14 | 11 | 7  | 5  | 7  | 10 | 11 | 11 | 11 | 14 | 12 | 8  |   |
| Chiapas          | 8         | 15 | 15 | 13 | 6  | 10 | 12 | 8  | 9  | 12 | 13 | 14 | 13 | 16 | 16 | 14 | 9  |   |
| Monterrey        | 12        | 10 | 5  | 8  | 11 | 13 | 15 | 13 | 16 | 17 | 17 | 16 | 15 | 15 | 15 | 13 | 10 |   |
| Morelia          | 16        | 11 | 8  | 11 | 13 | 11 | 10 | 12 | 15 | 11 | 8  | 10 | 12 | 12 | 10 | 7  | 11 |   |
| Atlas            | 14        | 17 | 17 | 17 | 17 | 15 | 16 | 17 | 14 | 14 | 14 | 12 | 8  | 9  | 11 | 9  | 12 |   |
| Querétaro        | 2         | 1  | 4  | 6  | 7  | 6  | 8  | 10 | 13 | 16 | 16 | 15 | 14 | 14 | 9  | 10 | 13 |   |
| Tigres UANL      | 18        | 18 | 18 | 18 | 18 | 18 | 18 | 16 | 17 | 13 | 11 | 13 | 16 | 13 | 12 | 15 | 14 |   |
| Guadalajara      | 7         | 5  | 7  | 7  | 12 | 8  | 4  | 6  | 7  | 10 | 7  | 8  | 10 | 8  | 8  | 11 | 15 |   |
| Puebla           | 5         | 9  | 13 | 15 | 10 | 12 | 14 | 15 | 12 | 15 | 15 | 17 | 18 | 18 | 18 | 17 | 16 |   |
| Atlante          | 10        | 14 | 10 | 9  | 15 | 16 | 13 | 14 | 8  | 6  | 9  | 5  | 7  | 10 | 13 | 16 | 17 |   |
| Veracruz         | 9         | 4  | 6  | 10 | 16 | 17 | 17 | 18 | 18 | 18 | 18 | 18 | 17 | 17 | 17 | 18 | 18 |   |

### Wyniki
| - 1. kolejka: 3–5 stycznia 2014 - 2. kolejka: 10–12 stycznia 2014 - 3. kolejka: 17–19 stycznia 2014 - 4. kolejka: 24–26 stycznia 2014 - 5. kolejka: 31 stycznia – 2 lutego 2014 - 6. kolejka: 7–9 lutego 2014 - 7. kolejka: 14–16 lutego 2014 - 8. kolejka: 21–23 lutego 2014 - 9. kolejka: 28 lutego – 2 marca 2014 | - 10. kolejka: 7–9 marca 2014 - 11. kolejka: 14–16 marca 2014 - 12. kolejka: 21–23 marca 2014 - 13. kolejka: 28–30 marca 2014 - 14. kolejka: 4–6 kwietnia 2014 - 15. kolejka: 11–13 kwietnia 2014 - 16. kolejka: 18–20 kwietnia 2014 - 17. kolejka: 25–27 kwietnia 2014 |

| Gospodarz / Gość¹ | AME | ATL | ATS | CHI | CAZ | GUA | LEO | MTY | MOR | PAC | PUE | PUM | QRO | SAN | TIG | TIJ | TOL | VER |
| Club América      |     | 1:0 |     |     | 1:2 |     | 1:0 |     |     | 0:1 |     | 1:3 | 0:0 | 2:4 | 3:0 |     |     | 0:0 |
| Atlante           |     |     |     |     | 1:4 | 1:1 | 1:1 |     |     |     | 0:0 |     | 4:2 |     | 0:2 | 1:2 | 2:1 |     |
| Atlas             | 1:2 | 0:1 |     | 2:2 |     | 1:1 |     | 0:1 | 1:1 |     | 0:0 |     |     |     |     | 0:0 | 1:0 |     |
| Chiapas           | 2:2 | 5:2 |     |     | 0:1 |     | 0:3 | 1:1 | 1:0 |     |     |     | 1:0 |     | 0:0 |     |     | 1:1 |
| Cruz Azul         |     |     | 1:3 |     |     |     |     |     |     | 2:2 | 1:0 | 2:1 |     | 2:1 |     | 2:1 | 1:0 | 4:0 |
| Guadalajara       | 0:4 |     |     | 1:0 | 0:2 |     | 1:0 | 0:1 | 1:1 |     |     |     | 2:1 |     | 0:0 |     |     |     |
| León              |     |     | 3:1 |     | 0:0 |     |     |     |     | 1:3 |     | 1:2 | 1:1 | 4:2 | 3:0 |     |     | 0:1 |
| Monterrey         | 1:2 | 3:2 |     |     | 0:0 |     | 0:2 |     | 0:1 |     |     |     | 3:1 | 2:2 | 0:0 |     |     | 4:1 |
| Morelia           | 1:0 | 1:2 |     |     | 5:1 |     | 0:0 |     |     |     |     | 3:1 | 0:1 | 2:2 | 2:0 |     |     | 1:1 |
| Pachuca           |     | 0:1 | 0:1 | 2:0 |     | 1:3 |     | 2:0 | 3:0 |     | 1:2 |     |     |     |     | 2:1 | 0:1 |     |
| Puebla            | 0:1 |     |     | 2:3 |     | 0:1 | 1:1 | 1:1 | 3:1 |     |     |     | 1:0 |     | 0:1 |     |     |     |
| Pumas UNAM        |     | 5:0 | 1:1 | 2:1 |     | 1:0 |     | 1:2 |     | 0:0 | 2:2 |     |     |     |     | 3:0 | 0:2 |     |
| Querétaro         |     |     | 1:0 |     | 1:3 |     |     |     |     | 3:4 |     | 1:0 |     | 0:0 |     | 2:1 | 0:2 | 2:0 |
| Santos Laguna     |     | 4:3 | 2:3 | 2:3 |     | 1:1 |     |     |     | 3:1 | 0:0 | 2:1 |     |     |     | 3:2 | 2:0 |     |
| Tigres UANL       |     |     | 2:1 |     | 3:0 |     |     |     |     | 0:0 |     | 1:2 | 0:2 | 1:1 |     | 1:1 |     | 1:0 |
| Tijuana           | 1:0 |     |     | 0:3 |     | 2:0 | 1:2 | 2:1 | 1:0 |     | 3:1 |     |     |     |     |     | 3:1 |     |
| Toluca            | 1:1 |     |     | 2:0 |     | 1:0 | 2:1 | 2:0 | 2:2 |     | 3:0 |     |     |     | 2:1 |     |     |     |
| Veracruz          |     | 2:1 | 0:1 |     |     | 1:1 |     |     |     | 3:1 | 0:1 | 1:1 |     | 2:2 |     | 1:1 | 0:3 |     |

Objaśnienia:
¹ Drużyna gospodarzy jest wymieniona po lewej stronie tabeli.
Kolory: niebieski – zwycięstwo gospodarzy, żółty – remis, różowy – zwycięstwo gości

## Faza play-off

### Drabinka
|  | Ćwierćfinały | Ćwierćfinały  | Ćwierćfinały  | Ćwierćfinały | Ćwierćfinały |   |   | Półfinały | Półfinały | Półfinały | Półfinały | Półfinały |  |  | Finał | Finał | Finał | Finał | Finał |
|  |              |               |               |              |              |   |   |           |           |           |           |           |  |  |       |       |       |       |       |
|  | 1            | Cruz Azul     | 1             | 2            | 3            |   |   |           |           |           |           |           |  |  |       |       |       |       |       |
|  | 8            | León          | 1             | 2            | 3            |   |   |           |           |           |           |           |  |  |       |       |       |       |       |
|  | 8            | León          | 1             | 2            | 3            |   |   | León      | 1         | 1         | 2         |           |  |  |       |       |       |       |       |
|  |              |               |               |              |              |   |   | León      | 1         | 1         | 2         |           |  |  |       |       |       |       |       |
|  |              |               | Toluca        | 0            | 0            | 0 |   |           |           |           |           |           |  |  |       |       |       |       |       |
|  | 2            | Toluca        | Toluca        | 0            | 0            | 0 | 0 | 3         | 3         |           |           |           |  |  |       |       |       |       |       |
|  | 2            | Toluca        |               |              |              |   | 0 | 3         | 3         |           |           |           |  |  |       |       |       |       |       |
|  | 7            | Tijuana       | 0             | 1            | 1            |   |   |           |           |           |           |           |  |  |       |       |       |       |       |
|  |              |               |               |              |              |   |   |           |           |           |           |           |  |  |       | León  | 2     | 2     | 4     |
|  |              |               |               | Pachuca      | 3            | 0 | 3 |           |           |           |           |           |  |  |       |       |       |       |       |
|  | 3            | Pumas UNAM    | 1             | 2            | 3            |   |   |           |           |           |           |           |  |  |       |       |       |       |       |
|  | 6            | Pachuca       | 1             | 4            | 5            |   |   |           |           |           |           |           |  |  |       |       |       |       |       |
|  | 6            | Pachuca       | 1             | 4            | 5            |   |   | Pachuca   | 2         | 2         | 4         |           |  |  |       |       |       |       |       |
|  |              |               |               |              |              |   |   | Pachuca   | 2         | 2         | 4         |           |  |  |       |       |       |       |       |
|  |              |               | Santos Laguna | 0            | 4            | 4 |   |           |           |           |           |           |  |  |       |       |       |       |       |
|  | 4            | Santos Laguna | Santos Laguna | 0            | 4            | 4 | 3 | 3         | 6         |           |           |           |  |  |       |       |       |       |       |
|  | 4            | Santos Laguna |               |              |              |   | 3 | 3         | 6         |           |           |           |  |  |       |       |       |       |       |
|  | 5            | Club América  | 5             | 1            | 6            |   |   |           |           |           |           |           |  |  |       |       |       |       |       |

### Ćwierćfinały
| 30 kwietnia 2014 | León         | 1:1   | Cruz Azul                |                                                                                    |
| 22:00            | Cárdenas 20' | (1:1) | 3' Pavone                | Estadio León León, Guanajuato Widzów: 35 000 Sędzia: César Arturo Ramos Palazuelos |
| 22:00            | Peña 62'     | (1:1) | 73' Pavone · 87' Torrado | Estadio León León, Guanajuato Widzów: 35 000 Sędzia: César Arturo Ramos Palazuelos |

| 3 maja 2014 | Cruz Azul                                                | 2:2   | León                                                  |                                                                                           |
| 19:00       | Pavone 11' · Formica 20'                                 | (2:1) | 40' Boselli · 58' Montes                              | Estadio Azul m. Meksyk, Distrito Federal Widzów: 15 000 Sędzia: Fernando Guerrero Ramírez |
| 19:00       | Torrado 70' · Rojas 75' · Nápoles 81' · Emana 87', 90+2' | (2:1) | 33' González · 68' Márquez · 83' Montes · 90+2' Sabah | Estadio Azul m. Meksyk, Distrito Federal Widzów: 15 000 Sędzia: Fernando Guerrero Ramírez |

| 1 maja 2014 | Tijuana                    | 0:0   | Toluca                 |                                                                                                  |
| 22:00       |                            | (0:0) |                        | Estadio Caliente Tijuana, Kalifornia Dolna Widzów: 15 000 Sędzia: Luis Enrique Santander Aguirre |
| 22:00       | Güemez 63' · Pellerano 74' | (0:0) | 49' Ponce · 73' Gamboa | Estadio Caliente Tijuana, Kalifornia Dolna Widzów: 15 000 Sędzia: Luis Enrique Santander Aguirre |

| 4 maja 2014 | Toluca                             | 3:1   | Tijuana            |                                                                                       |
| 12:00       | Ríos 30' · Ponce 59' · Benítez 88' | (1:0) | 48' Benedetto      | Estadio Nemesio Díez Toluca, Meksyk Widzów: 13 000 Sędzia: Francisco Chacón Gutiérrez |
| 12:00       | Benítez 89'                        | (1:0) | 78', 80' Pellerano | Estadio Nemesio Díez Toluca, Meksyk Widzów: 13 000 Sędzia: Francisco Chacón Gutiérrez |

| 1 maja 2014 | Pachuca     | 1:1   | Pumas UNAM             |                                                                                          |
| 20:00       | Carreño 70' | (0:0) | 90+3' Cortés           | Estadio Hidalgo Pachuca, Hidalgo Widzów: 26 000 Sędzia: Jesús Fabricio Morales Bojorquez |
| 20:00       | de Buen 62' | (0:0) | 37' Cortés · 42' López | Estadio Hidalgo Pachuca, Hidalgo Widzów: 26 000 Sędzia: Jesús Fabricio Morales Bojorquez |

| 4 maja 2014 | Pumas UNAM                               | 2:4   | Pachuca                                | |
| 17:00       | Velarde 16' · Van Rankin 32'             | (2:2) | 11', 24', 46' Valencia · 54' Rodríguez | Estadio Olímpico Universitario m. Meksyk, Distrito Federal Widzów: 33 638 Sędzia: Marco Antonio Rodríguez Moreno |
| 17:00       | Cabrera 57' · Ramírez 79' · Palacios 87' | (2:2) |                                        | Estadio Olímpico Universitario m. Meksyk, Distrito Federal Widzów: 33 638 Sędzia: Marco Antonio Rodríguez Moreno |

| 30 kwietnia 2014 | Club América                                          | 5:3   | Santos Laguna                                            |                                                                                              |
| 20:00            | Martínez 11' · Jiménez 59', 80', 86' · Sambueza 90+2' | (1:1) | 25' Salinas · 48' Quintero · 53' Rodríguez               | Estadio Azteca m. Meksyk, Distrito Federal Widzów: 15 000 Sędzia: Jorge Isaac Rojas Castillo |
| 20:00            | Andrade 90+1' · Rodríguez 90+3'                       | (1:1) | 22' Figueroa · 32' Salinas · 77' Peralta · 90+1' Sánchez | Estadio Azteca m. Meksyk, Distrito Federal Widzów: 15 000 Sędzia: Jorge Isaac Rojas Castillo |

| 3 maja 2014 | Santos Laguna                                        | 3:1   | Club América                                      |                                                                               |
| 21:00       | Valenzuela 27' (sam.) · Rodríguez 83' · Rentería 86' | (1:0) | 89' Sambueza                                      | Estadio Corona Torreón, Coahuila Widzów: 27 000 Sędzia: Roberto García Orozco |
| 21:00       | Quintero 48' · Sánchez 56'                           | (1:0) | 33' Muñoz · 56' Jiménez · 77' Mosquera · 87' Ríos | Estadio Corona Torreón, Coahuila Widzów: 27 000 Sędzia: Roberto García Orozco |

### Półfinały
| 8 maja 2014 | León                                   | 1:0   | Toluca               |                                                                                    |
| 20:06       | Montes 23'                             | (1:0) |                      | Estadio León León, Guanajuato Widzów: 33 800 Sędzia: César Arturo Ramos Palazuelos |
| 20:06       | Loboa 49' · Márquez 51' · Cárdenas 77' | (1:0) | 56' Ríos · 89' Ponce | Estadio León León, Guanajuato Widzów: 33 800 Sędzia: César Arturo Ramos Palazuelos |

| 11 maja 2014 | Toluca                     | 0:1   | León     |                                                                                  |
| 12:00        |                            | (0:0) | 50' Peña | Estadio Nemesio Díez Toluca, Meksyk Widzów: 20 184 Sędzia: Roberto García Orozco |
| 12:00        | Galindo 17' · Esquivel 48' | (0:0) |          | Estadio Nemesio Díez Toluca, Meksyk Widzów: 20 184 Sędzia: Roberto García Orozco |

| 7 maja 2014 | Pachuca                     | 2:0   | Santos Laguna |                                                                                    |
| 20:30       | de Buen 43' · Rodríguez 63' | (1:0) |               | Estadio Hidalgo Pachuca, Hidalgo Widzów: 28 000 Sędzia: Francisco Chacón Gutiérrez |
| 20:30       | 59' Escoboza                | (1:0) |               | Estadio Hidalgo Pachuca, Hidalgo Widzów: 28 000 Sędzia: Francisco Chacón Gutiérrez |

| 10 maja 2014 | Santos Laguna                                         | 4:2   | Pachuca                                         |                                                                                        |
| 20:00        | Figueroa 10', 90+3' · Rodríguez 67' (k.) · Orozco 77' | (1:2) | 26' Valencia · 45+2' Villalpando                | Estadio Corona Torreón, Coahuila Widzów: 25 000 Sędzia: Marco Antonio Rodríguez Moreno |
| 20:00        | Sánchez 20' · Rodríguez 27' · Escoboza 28'            | (1:2) | 48' Pajoy · 63' Ayoví · 66' Pizarro · 87' Pérez | Estadio Corona Torreón, Coahuila Widzów: 25 000 Sędzia: Marco Antonio Rodríguez Moreno |

### Finał
| 15 maja 2014 | León                                                 | 2:3   | Pachuca                                    |                                                                                    |
| 20:06        | Peña 33' · Herrera 76' (sam.)                        | (1:1) | 41', 60' Valencia · 68' Lozano             | Estadio León León, Guanajuato Widzów: 34 000 Sędzia: César Arturo Ramos Palazuelos |
| 20:06        | González 49' · Peña 73' · Cárdenas 74' · Márquez 88' | (1:1) | 16' Herrera · 49' Valencia · 90+5' Esqueda | Estadio León León, Guanajuato Widzów: 34 000 Sędzia: César Arturo Ramos Palazuelos |

| 18 maja 2014 | Pachuca                               | 0:2 (pd.)  | León                        |                                                                                    |
| 20:00        |                                       | (0:0, 0:1) | 66' Boselli · 111' González | Estadio Hidalgo Pachuca, Hidalgo Widzów: 30 000 Sędzia: Francisco Chacón Gutiérrez |
| 20:00        | 40' Márquez · 117' Loboa · 117' Sabah | (0:0, 0:1) |                             | Estadio Hidalgo Pachuca, Hidalgo Widzów: 30 000 Sędzia: Francisco Chacón Gutiérrez |

Skład mistrza:
- Bramkarze: William Yarbrough (19/–20), Christian Martínez (4/–3)
- Obrońcy: Ignacio González (22/1), Jonny Magallón (20/0), Edwin Hernández (19/0), Rafael Márquez (15/0, kapitan), Fernando Navarro (8/0), Luis Delgado (5/0), Juan Carlos Pineda (5/0), Arturo Ortíz (2/0), Cristian Torres (1/0), Juan Manuel Flores (1/0)
- Pomocnicy: José Juan Vázquez (20/0), Carlos Peña (18/7), José María Cárdenas (18/1), Luis Montes (17/5), Elías Hernández (17/3), Eisner Loboa (17/0), Aldo Rocha (7/0), Luis Franco (3/1), Dennis Flores (2/0), Miguel Palafox (1/0), Oscar Suárez (1/0)
- Napastnicy: Mauro Boselli (18/5), Franco Arizala (17/0), Miguel Sabah (15/5), Nelson Sebastián Maz (11/1), Matías Britos (11/1), Mauricio Castañeda (7/1), Jorge Calderón (1/0)
- Trener: Gustavo Matosas

Objaśnienia: (mecze/gole), w przypadku bramkarzy (mecze/przepuszczone gole)

## Statystyki
| Lp | Zawodnik               | Klub          | Gole |
| -- | ---------------------- | ------------- | ---- |
| 1  | Enner Valencia         | Pachuca       | 12   |
| 2  | Martín Bravo           | Pumas UNAM    | 9    |
| 3  | Michael Arroyo         | Atlante       | 8    |
| 3  | Oribe Peralta          | Santos Laguna | 8    |
| 5  | Pablo Velázquez        | Toluca        | 7    |
| 5  | Marco Fabián           | Cruz Azul     | 7    |
| 5  | Cristian Pellerano     | Tijuana       | 7    |
| 8  | Darío Benedetto        | Tijuana       | 6    |
| 8  | Ricardo Jesus          | Querétaro     | 6    |
| 8  | Mauro Formica          | Cruz Azul     | 6    |
| 8  | Carlos Darwin Quintero | Santos Laguna | 6    |

| Lp | Zawodnik               | Klub          | Asysty |
| -- | ---------------------- | ------------- | ------ |
| 1  | Carlos Darwin Quintero | Santos Laguna | 8      |
| 2  | Rubens Sambueza        | Club América  | 7      |
| 3  | Fidel Martínez         | Tijuana       | 5      |
| 3  | Carlos Sánchez         | Puebla        | 5      |
| 3  | Oribe Peralta          | Santos Laguna | 5      |
| 6  | José Ortigoza          | Atlas         | 4      |
| 6  | Richard Ruiz           | Tijuana       | 4      |
| 6  | Diego de la Torre      | Querétaro     | 4      |
| 6  | Edgar Benítez          | Toluca        | 4      |
| 6  | Mariano Pavone         | Cruz Azul     | 4      |
| 6  | Luis Montes            | León          | 4      |
| 6  | Dieter Villalpando     | Pachuca       | 4      |

| Lp | Zawodnik                | Klub         | Mecze | P. gole | Średnia |
| -- | ----------------------- | ------------ | ----- | ------- | ------- |
| 1  | Jesús Corona            | Cruz Azul    | 14    | 11      | 0,79    |
| 2  | Alfredo Talavera        | Toluca       | 15    | 12      | 0,80    |
| 3  | Sergio García           | Tigres UANL  | 14    | 12      | 0,86    |
| 4  | Moisés Muñoz            | Club América | 17    | 17      | 1,00    |
| 5  | Federico Vilar          | Atlas        | 17    | 18      | 1,06    |
| 5  | José Antonio Rodríguez  | Guadalajara  | 17    | 18      | 1,06    |
| 7  | William Yarbrough       | León         | 13    | 14      | 1,08    |
| 8  | Edgar Hernández         | Querétaro    | 15    | 16      | 1,09    |
| 9  | Jorge Villalpando       | Puebla       | 17    | 19      | 1,12    |
| 10 | Alejandro Palacios      | Pumas UNAM   | 17    | 20      | 1,18    |
| 10 | Carlos Felipe Rodríguez | Morelia      | 17    | 20      | 1,18    |

Objaśnienia:
Wszystkie statystyki dotyczą tylko osiągnięć z regularnego sezonu (bez play-offów). W przypadku bramkarzy uwzględniono jedynie tych zawodników, którzy wystąpili w ponad połowie meczów (przynajmniej 9 rozegranych spotkań).

### Hat tricki
| Kolejka    | Data             | Zawodnik               | Klub          | Wynik | Przeciwnik    | Gole |
| ---------- | ---------------- | ---------------------- | ------------- | ----- | ------------- | ---- |
| 10         | 9 marca 2014     | Michael Arroyo         | Atlante       | 4:2   | Querétaro     | 4    |
| 15         | 13 kwietnia 2014 | Carlos Darwin Quintero | Santos Laguna | 4:3   | Atlante       | 3    |
| 1/4 finału | 30 kwietnia 2014 | Raúl Jiménez           | Club América  | 5:3   | Santos Laguna | 3    |
| 1/4 finału | 4 maja 2014      | Enner Valencia         | Pachuca       | 4:2   | Pumas UNAM    | 3    |

## Tabela spadkowa
| Lp | Drużyna       | Pkt A11 | Pkt C12 | Pkt A12 | Pkt C13 | Pkt A13 | Pkt C14 | . | M   | Pkt | Średnia | Uwagi                |
| -- | ------------- | ------- | ------- | ------- | ------- | ------- | ------- | - | --- | --- | ------- | -------------------- |
| 1  | Cruz Azul     | 29      | 25      | 26      | 29      | 29      | 36      | . | 102 | 174 | 1,7059  |                      |
| 2  | Santos Laguna | 27      | 36      | 23      | 29      | 33      | 25      | . | 102 | 173 | 1,6961  |                      |
| 3  | Club América  | 15      | 32      | 31      | 32      | 37      | 25      | . | 102 | 172 | 1,6863  |                      |
| 4  | Morelia       | 26      | 31      | 27      | 30      | 27      | 21      | . | 102 | 162 | 1,5882  |                      |
| 5  | Tigres UANL   | 28      | 31      | 21      | 35      | 25      | 21      | . | 102 | 161 | 1,5784  |                      |
| 6  | Toluca        | 20      | 22      | 34      | 18      | 27      | 32      | . | 102 | 153 | 1,5000  |                      |
| 7  | León          | –       | –       | 33      | 16      | 30      | 23      | . | 68  | 102 | 1,5000  |                      |
| 8  | Tijuana       | 18      | 28      | 34      | 21      | 21      | 24      | . | 102 | 146 | 1,4314  |                      |
| 9  | Monterrey     | 24      | 32      | 23      | 23      | 20      | 23      | . | 102 | 145 | 1,4216  |                      |
| 10 | Querétaro     | 26      | 27      | 22      | 17      | 26      | 21      | . | 102 | 139 | 1,3627  |                      |
| 11 | Pachuca       | 26      | 28      | 21      | 20      | 17      | 24      | . | 102 | 136 | 1,3333  |                      |
| 12 | Pumas UNAM    | 25      | 16      | 23      | 29      | 11      | 25      | . | 102 | 129 | 1,2647  |                      |
| 13 | Guadalajara   | 30      | 15      | 23      | 16      | 12      | 21      | . | 102 | 117 | 1,1471  |                      |
| 14 | Chiapas       | 24      | 12      | 15      | 16      | 25      | 23      | . | 102 | 115 | 1,1275  |                      |
| 15 | Puebla        | 22      | 19      | 13      | 19      | 19      | 18      | . | 102 | 110 | 1,0784  |                      |
| 16 | Atlas         | 12      | 20      | 12      | 32      | 12      | 21      | . | 102 | 109 | 1,0686  |                      |
| 17 | Veracruz      | –       | –       | –       | –       | 20      | 16      | . | 34  | 36  | 1,0588  |                      |
| 18 | Atlante       | 19      | 16      | 20      | 13      | 12      | 18      | . | 102 | 98  | 0,9608  | Spadek do Ascenso MX |

Źródło: MedioTiempo (hiszp.)

## Nagrody

### Tygodniowe
| 1          | Martín Bravo           | Pumas UNAM    | Jehu Chiapas       | Veracruz      | Cirilo Saucedo          | Tijuana      |
| 2          | Carlos Peña            | León          | Rodolfo Vilchis    | Querétaro     | Jesús Corona            | Cruz Azul    |
| 3          | César Delgado          | Monterrey     | Narciso Mina       | Atlante       | Alfredo Talavera        | Toluca       |
| 4          | Martín Bravo           | Pumas UNAM    | Michael Arroyo     | Atlante       | Óscar Pérez             | Pachuca      |
| 5          | Javier Orozco          | Santos Laguna | Miguel Layún       | Club América  | Óscar Pérez             | Pachuca      |
| 6          | Marco Fabián           | Cruz Azul     | Egidio Arévalo     | Morelia       | Alejandro Palacios      | Pumas UNAM   |
| 7          | Omar Bravo             | Guadalajara   | Marco Fabián       | Cruz Azul     | Carlos Felipe Rodríguez | Morelia      |
| 8          | Daniel Ludueña         | Pumas UNAM    | Daniel Ludueña     | Pumas UNAM    | Alejandro Palacios      | Pumas UNAM   |
| 9          | Rodrigo Millar         | Atlas         | Christian Giménez  | Cruz Azul     | Óscar Pérez             | Pachuca      |
| 10         | Michael Arroyo         | Atlante       | Oribe Peralta      | Santos Laguna | Melitón Hernández       | Veracruz     |
| 11         | Marco Fabián           | Cruz Azul     | Marco Fabián       | Cruz Azul     | Alfredo Talavera        | Toluca       |
| 12         | Juan Pablo Rodríguez   | Santos Laguna | Christian Bermúdez | Querétaro     | Edgar Hernández         | Querétaro    |
| 13         | Luis Gabriel Rey       | Club América  | Luis Gabriel Rey   | Club América  | Moisés Muñoz            | Club América |
| 14         | Dante López            | Pumas UNAM    | Raúl Jiménez       | Club América  | José Antonio Rodríguez  | Guadalajara  |
| 15         | Carlos Darwin Quintero | Santos Laguna | Gabriel Velasco    | Toluca        | Cirilo Saucedo          | Tijuana      |
| 16         | Humberto Suazo         | Monterrey     | Luis Franco        | León          | Alejandro Palacios      | Pumas UNAM   |
| 17         | Abraham Darío Carreño  | Pachuca       | Andrés Ríos        | Club América  | William Yarbrough       | León         |
| 1/4 finału | Enner Valencia         | Pachuca       | Efraín Velarde     | Pumas UNAM    | Alfredo Talavera        | Toluca       |

Źródło: MedioTiempo (hiszp.)

### Sezonowe
Nagrody za sezon Clausura 2014 przyznał jeden z najpopularniejszych dzienników sportowych w Meksyku – Récord, trzy dni po spotkaniu finałowym. Oprócz poniższych nagród indywidualnych przyznano także wyróżnienie dla najpiękniej grającej drużyny, które otrzymała Santos Laguna, jak również wybrano najlepszy mecz sezonu; ta nagroda przypadła ćwierćfinałowej konfrontacji Amériki z Santos Laguną (5:3).

#### Jedenastka sezonu
| Bramkarz                 | Obrońcy | Pomocnicy                                                                                   | Napastnicy                                             |
| ------------------------ | --- | ------------------------------------------------------------------------------------------- | ------------------------------------------------------ |
| Jesús Corona (Cruz Azul) | Rogelio Chávez (Cruz Azul) Paulo da Silva (Toluca) Luis Amaranto Perea (Cruz Azul) José Abella (Santos Laguna) | Marco Fabián (Cruz Azul) Cristian Pellerano (Tijuana) Carlos Peña (León) Luis Montes (León) | Oribe Peralta (Santos Laguna) Enner Valencia (Pachuca) |

#### Wyróżnienia indywidualne
- Piłkarz sezonu:  Enner Valencia (Pachuca)
- Bramkarz sezonu:  Jesús Corona (Cruz Azul)
- Odkrycie sezonu:  Hirving Lozano (Pachuca)
- Rewelacja sezonu:  Jürgen Damm (Pachuca)
- Powrót sezonu:  Marco Fabián (Cruz Azul)
- Trener sezonu:  Gustavo Matosas (León)
- Najlepszy sędzia:  César Arturo Ramos Palazuelos
- Gol sezonu:  Carlos Peña (León, vs Toluca, 11 maja 2014, 1/2 finału)
- Parada sezonu:  Óscar Pérez (Pachuca, vs León, 15 maja 2014, finał)